# Abadía de Corcomroe

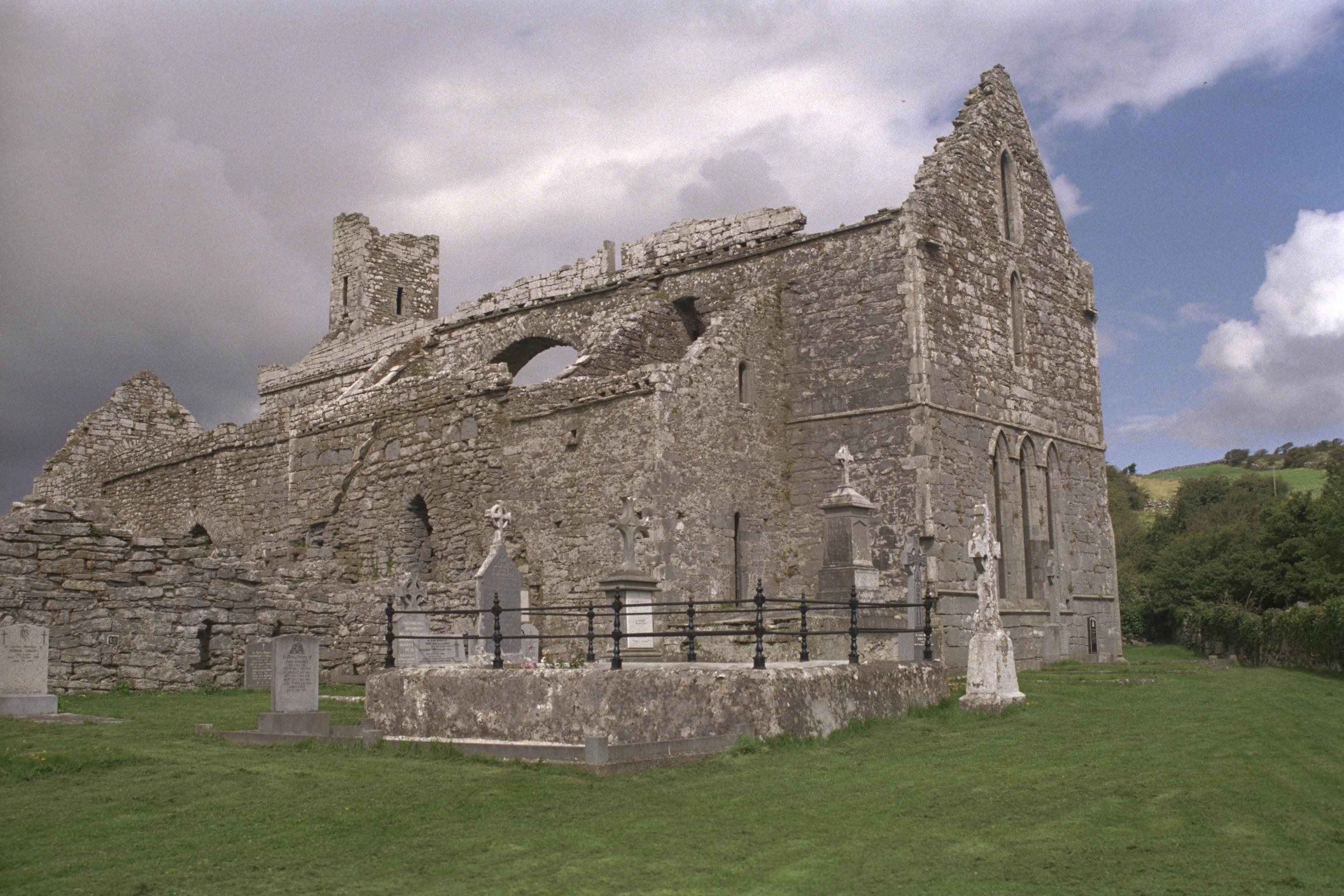
La Abadía de Corcomroe vista desde el sureste.

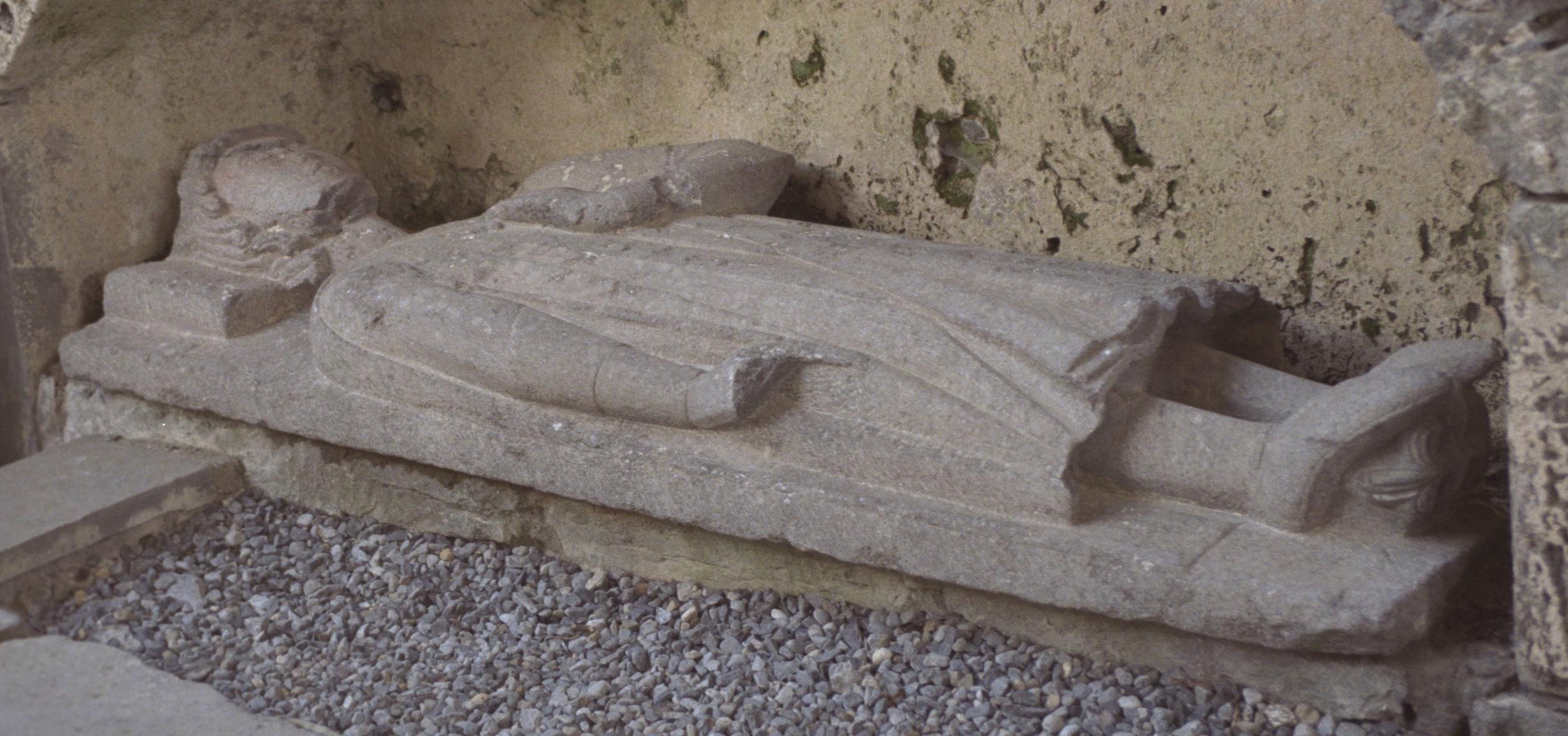
Tumba de Conor na Siudane Ua Briain.

La Abadía de Corcomroe (en inglés Corcomroe Abbey; en gaélico 'Mainistir Chorco Modhruadh) es un monasterio cisterciense de comienzos del siglo XIII situado en el norte del Burren, en el condado de Clare, en Irlanda, a unos pocos kilómetros al este del municipio de Ballyvaughan. En un tiempo fue conocida como Sancta Maria de Petra Fertilis o St. Mary of the Fertile Rock ("Santa María de la Roca Fértil"), en referencia al suelo rocoso pero fértil del Burren.
La abadía es conocida por sus esculturas y su rica ornamentación, que no son habituales en estructuras de esta época. Su planta es cruciforme, orientada al este, con una pequeña capilla en cada transepto.

## Historia

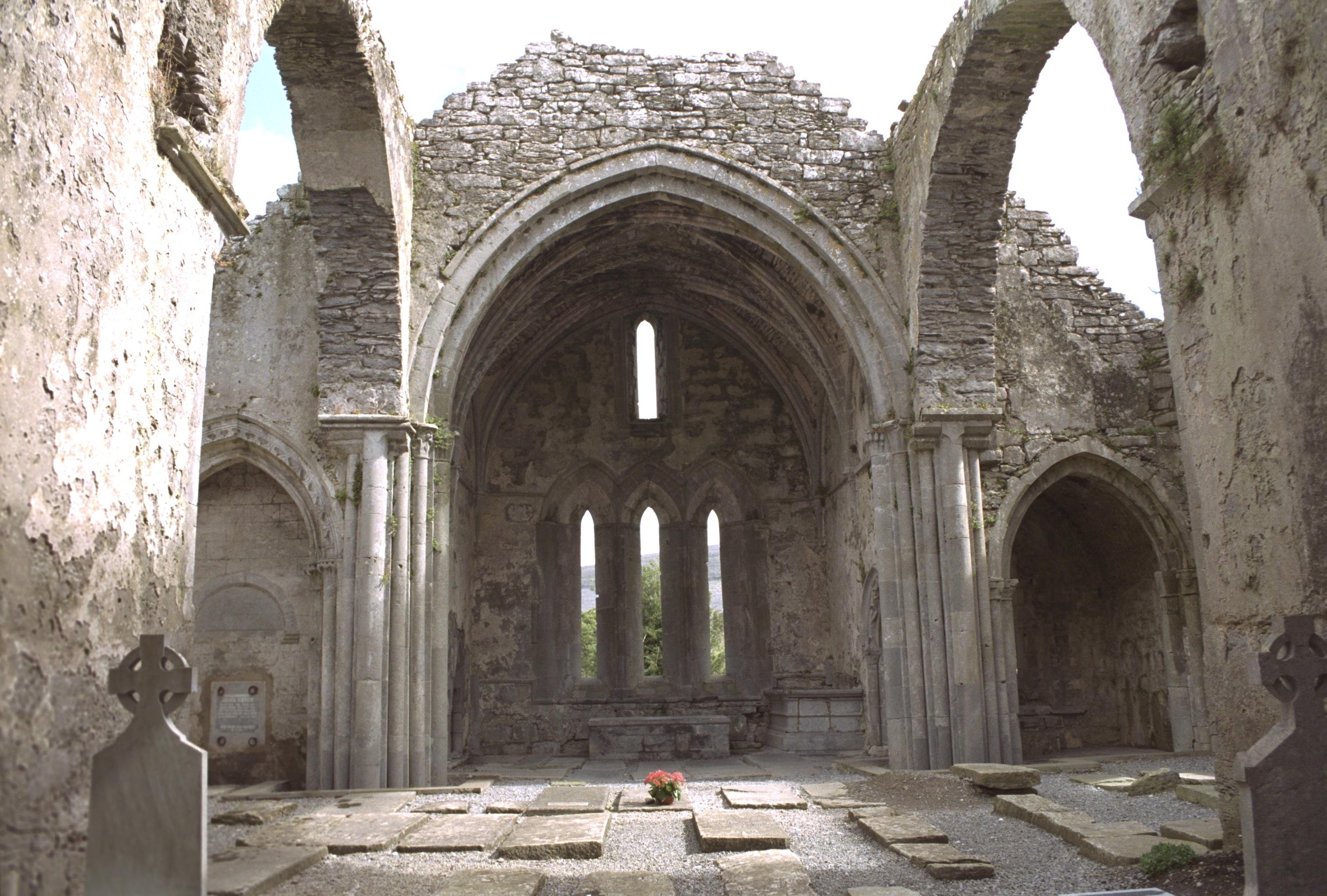
Interior de la Abadía de Corcomroe, mirando hacia el este a través de la nave y hacia el presbiterio.

La construcción de la abadía comenzó probablemente entre 1205 y 1210, utilizando piedra caliza local.  La leyenda sostiene que el edificio fue encargado por el Rey Conor na Siudane Ua Briain, muerto en 1267, y cuya tumba y efigie puede verse en la pared norte el coro. De acuerdo a esta leyenda, Ua Briain ejecutó a los cinco mamposteros que completaron el edificio, para evitar que construyeran otra similar que compitiese con ella. En realidad, probablemente fue construida por el abuelo de Conor, Donal Mór Ua Briain (Donald O'Brien), patrón de otras construcciones religiosas similares en la región de Thomond.
La Reforma en Inglaterra llevó a la disolución de todos los monasterios católicos en Inglaterra e Irlanda. En 1554, la abadía fue entregada al Conde de Thomond. Los monjes siguieron viviendo en ella, cuidando los campos y manteniendo la abadía en la medida en que lo permitían las circunstancias, pero el clima político cada vez más adverso llevó a su desaparición. El último abad, el reverendo John O'Dea, fue nombrado en 1628.